# Front Morges
Front Morges – polityczne porozumienie działaczy stronnictw centrowych, powstałe w 1936 z inicjatywy gen. Władysława Sikorskiego i Ignacego Paderewskiego w celu walki z dyktaturą sanacyjną i prowadzoną przez nią polityką zagraniczną. Porozumienie zostało zawiązane w szwajcarskiej miejscowości Morges, w której mieszkał Ignacy Paderewski.
Udział w nim wzięli: Józef Haller, Wojciech Korfanty, Karol Popiel, płk Izydor Modelski, gen. Marian Januszajtis, Włodzimierz Marszewski. Zamierzali powołać Ignacego Paderewskiego na stanowisko prezydenta, a Wincentego Witosa na stanowisko premiera. Żądali przywrócenia demokracji i zacieśnienia współpracy z Francją. Ich wysiłki polityczne skierowane były przeciw sanacji.
Emigracyjny charakter Frontu uniemożliwiał mu zdobycie większego poparcia w społeczeństwie, ale jego działalność doprowadziła do powstania w 1937 Stronnictwa Pracy z połączenia PSChD, NPR i Związku Hallerczyków.
Organy prasowe: Odnowa, Zwrot, Polonia i Nowa Rzeczpospolita, a po jej zawieszeniu Nowa Prawda. Artykuły w dwóch pierwszych publikował m.in. współpracujący z Frontem Morges Adam Vetulani.